# Luke Shaw
Luke Paul Hoare Shaw (Kingston upon Thames, 12 de julho de 1995) é um futebolista inglês que atua como lateral-esquerdo ou zagueiro. Defende atualmente o Manchester United.

## Clubes
Shaw juntou-se ao Southampton Football Club desde os oito anos de idade. Estreou pela equipe profissional em 28 de janeiro de 2012 pela Copa da Inglaterra contra o Millwall. No dia em que completou dezoito anos, assinou a extensão de seu contrato com o clube até 2018.
Entretanto, em 27 de junho de 2014 foi contratado pelo Manchester United, por quatro anos de vínculo. Em disputa pela bola contra Héctor Moreno do PSV Eindhoven em setembro de 2015 pela Liga dos Campeões da UEFA de 2015–16 sofreu dupla fratura na perna, que necessitou de intervenção cirúrgica.

## Seleção Inglesa
A primeira experiência de Shaw no futebol internacional aconteceu em 2011, quando fez seis partidas pela Inglaterra sub-16. Ele fez sua estreia contra a Eslovênia em fevereiro, antes de competir no Torneio Montaigu em abril e marcar seu primeiro gol internacional contra o Uruguai no torneio. Mais tarde, ele fez sua estréia para a Seleção Inglesa de Futebol em agosto contra a Itália, e jogou em oito partidas em um período de sete meses com a equipe nacional. 
Em janeiro de 2013, Shaw foi escalado para ser convocado pela primeira vez para a seleção inglesa de sub-21 para o amistoso do mês seguinte contra a Suécia , com o então técnico Stuart Pearce chamando o zagueiro do Southampton de "um talento excepcional". No entanto, devido a uma lesão contraída no treinamento, ele mais tarde foi forçado a desistir da partida. O zagueiro não internacional foi posteriormente convocado para jogos contra a Romênia em 21 de março, Áustria em 25 de março,  e Escócia em 13 de agosto,  bem como o Campeonato da Europa de Sub-21, todos os quais ele teve que se retirar pelo mesmo motivo. Ele finalmente fez sua estreia na Inglaterra sub-21 em 5 de setembro, quando a equipe enfrentou a Moldávia em umapartida de qualificação para o Campeonato da Europa Sub-21 de 2015 , e ele também jogou os 90 minutos completos do segundo jogo de qualificação da Inglaterra contra a Finlândia em 9 de setembro. 
No dia 27 de fevereiro de 2014, Shaw foi convocado pela primeira vez para a seleção principal da Inglaterra , para o amistoso com a Dinamarca. Ele fez sua estréia na partida, substituindo Ashley Cole no intervalo. A Inglaterra venceu a partida por 1-0. 
Em 12 de maio de 2014, Shaw foi nomeado para a equipe de 23 jogadores de Roy Hodgson para a Copa do Mundo FIFA 2014. Ele foi incluído às custas do experiente Cole, que se aposentou dos internacionais como resultado. Ele foi a segunda opção lateral esquerda da Inglaterra, atrás de Leighton Baines, e fez sua estreia no torneio na última partida do grupo, um empate por 0-0 com a Costa Rica em Belo Horizonte. Ele também tem a honra de ser o jogador mais jovem a aparecer no torneio de 2014. Shaw foi incluído na seleção da Inglaterra para o Euro 2020, onde fez um gol na decisão do torneio contra a Seleção Italiana com poucos minutos de jogo, Copa do Mundo FIFA 2022 e Euro 2024.  

## Títulos
Manchester United
- Copa da Liga Inglesa: 2016–17 e 2022–23
- Supercopa da Inglaterra: 2016
- Liga Europa da UEFA: 2016–17
- Copa da Inglaterra: 2023–24